# Petrivka, Iakîmivka
Petrivka (în ucraineană Петрівка) este un sat în comuna Ciornozemne din raionul Iakîmivka, regiunea Zaporijjea, Ucraina.

## Demografie
Componența lingvistică a localității Petrivka
     Rusă (51,93%)
     Ucraineană (43,31%)
     Alte limbi (0,68%)
Conform recensământului din 2001, majoritatea populației localității Petrivka era vorbitoare de rusă (51,93%), existând în minoritate și vorbitori de ucraineană (43,31%) și armeană (2,72%).